# Коновалов, Антон Николаевич
Анто́н Никола́евич Конова́лов (род. 18 января 1985 года) — российский горнолыжник, член олимпийской сборной команды России на Играх в Турине. Участник 3 чемпионатов мира. Бронзовый призёр зимней Универсиады 2005 года в Инсбруке в супергиганте.
На Олимпийских играх в Турине 21-летний Антон выступил в 3 дисциплинах: в супергиганте занял 42-е место, в слаломе — 29-е, а в комбинации не сумел финишировать.
Завершил карьеру в 2007 году.